# Панфилов, Дмитрий Иванович (учёный)
Дмитрий Иванович Панфилов (род. 29 февраля 1948 года) — специалист в области электронных устройств и полупроводниковой техники. Доктор технических наук, профессор кафедры «Промышленной электроники» Национального исследовательского университета «Московский энергетический институт». Академик Академии электротехнических наук Российской Федерации.

## Биография
Дмитрий Иванович Панфилов родился 29 февраля 1948 года. В 1971 году окончил Московский энергетический институт. По окончании института, с 1971 по 1975 год работал по распределению в должности инженера конструкторского бюро высокоинтенсивного света, занимался научными исследованиями и разработками в области источников света. Продолжил образование в аспирантуре — с 1973 по 1975 год учился на кафедре электротехники в Московском институте электронной техники.
В 1975 году защитил кандидатскую диссертацию, получил ученую степень кандидата технических наук. С 1975 по 1988 год работал ассистентом, потом доцентом на кафедре электротехники Московского института электронной техники. С 1988 по 1999 год работал в должности заведующего кафедрой электротехники МИЭТ. В 1991 году защитил докторскую диссертацию, получил учёную степень доктора технических наук.
Некоторое время работал менеджером в коммерческих компаниях: менеджер по развитию рынка сектора полупроводниковых компонентов компании Моторола (1999—2004), генеральный директор компании Freescale Semiconductor (2004—2008), генеральный директор общества Роде и Шварц Рус (Rohde Schwarz Rus), занимающегося поставкой оборудования для контроля и измерений в области телерадиовещания, радиомониторинга, радиопеленгации, систем связи (2009—2010).
С 2011 года работает заместителем генерального директора, научным руководителем ОАО «Энергетический институт им. Г. М. Кржижановского» (ОАО «ЭНИН»), одновременно, с 1999 года является заведующим кафедрой Промышленной электроники МЭИ, избирался Академиком Российской Инженерной Академии и Академии Электротехнических наук РФ.
Область научных интересов: cиловая электроника, микропроцессорная техника, моделирования процессов в электронных схемах на компьютерах.
Под руководством Дмитрия Ивановича Панфилова в МЭИ было подготовлено и защищено 6 кандидатских диссертаций отечественных и зарубежных аспирантов. Имеет 15 патентов на изобретения, является автором около 30 научных статей, включая одну монографию.

## Труды
- Электротехника и электроника в экспериментах и упражнениях : практикум на Electronics Workbench: Учеб. пособие для электротехн. и электроэнерг. спец. вузов в 2-х т. / Д. И. Панфилов, В. С. Иванов, И. Н. Чепурин; Под общ. ред. Д. И. Панфилова. — М. : Додэка, 1999.
- Полупроводниковые зарядные устройства емкостных накопителей энергии : производственно-практическое издание / О. Г. Булатов, В. С. Иванов, Д. И. Панфилов. — М. : Радио и связь, 1986.
- Малогабаритные устройства продольной компенсации для воздушных линий электропередачи / Д. И. Панфилов, Ю. Г. Шакарян, М. Г. Асташев, П. А. Рашитов, А. В. Антонов // Электротехника.- 2017. — № 7. — С.78-82.